# Phyllosphingia sinensis
Phyllosphingia sinensis är en fjärilsart som beskrevs av Jordan 1911. Phyllosphingia sinensis ingår i släktet Phyllosphingia och familjen svärmare. Inga underarter finns listade i Catalogue of Life.